# Економіка Шрі-Ланки
Економіка Шрі-Ланки

## Загальна характеристика
У світовій економіці Шрі-Ланка традиційно асоціювалася з виробництвом чаю, натурального каучуку, кориці; видобутком коштовних каменів (Ратнапура). В 2016 році країна займала 4-е місце у світі по виробництву чаю, поступаючись Індії, КНР і Кенії.
Експорт: чай, гума, кокоси, графіт, сапфіри, рубіни, інші дорогоцінні камені.

## Сільське господарство
В даний час сільське господарство дає лише 20 % експорту (93 % у 1972 р.), головна галузь промисловості — текстильна (63 % експорту). Проте по Шрі-Ланці сильно ударила відміна розвиненими країнами в січні 2005 р. квот на імпорт одягу, що діяли (в рамках СОТ) більше 30 років, яка привела до заміщення ланкійської продукції дешевшою китайською. Головний економічний центр країни і найбільший порт — Коломбо. Зростання ВВП близько 5 % у рік. Шрі-ланка займає 1-е місце в Південній Азії за об'ємом ВВП на душу населення ($3700 в 2004 р.).

## Видобуток коштовних каменів
Шрі-Ланка (о. Цейлон) дала світу значну кількість вартісних рубінів і майже половину синіх сапфірів, де розробка родовищ корунду триває близько двох тисячоліть.
Першим серед європейців, хто описав видобуток коштовних каменів Цейлону як промивку розсипів у лотках (рис…) був італійський мандрівник Марко Поло («Книга про різноманітність світу», 1298 р.). У XVIII ст. вийшла «Історія Цейлону» капітана Рібейро, де зокрема повідомляється: «щоб виловити самоцвіти в річках, маври опускають у воду сітки, в яких знаходять топази, рубіни й сапфіри, що посилають до Персії в обмін на інші товари».
Головним районом видобутку самоцвітів були околиці міста Ратнапура (в перекладі з сингальської –"місто самоцвітів"), де на площі близько 2 тис. км² було зосереджено 5 великих і десятки малих розсипів. Продуктивний шар (давній річковий галечник, «іллам») розташовувався на глибині від 1,5 до 15 м і мав товщину близько 0,6 м. При розробці відкритим способом основною технологією було промивання розсипного матеріалу у лотках, плетених з очеретин чи бамбукових тростин. Корунди корінних порід виявилися здебільшого непрозорими й малоцінними. Але тут, поблизу Ратнапури, було знайдено один з найбільших сапфірів вагою понад 400 карат «Блакитна красуня Азії».